# 키스 홀리오크
키스 재카 홀리오크 경(영어: Sir. Keith Jacka Holyoake, 1904년 2월 11일~1983년 12월 8일)는 뉴질랜드의 농부 및 정치인이며, 제26대 뉴질랜드의 총리(재임:1957~1957, 1960~1972), 제13대 뉴질랜드의 총독(재임:1977~1980)을 역임했다.
홀리오크는 하원의원이면서 자치령 농민연합협의회 부회장이었고, 제1차 세계농민회의에 뉴질랜드 대표로 참석했으며, 국제연합 식량농업회의 의장이었다. 시드니 홀런드 총리가 사임한 뒤 1957년 잠시 총리직을 맡았고, 국민당 지도자로서 1960년에 다시 총리가 되었다. 1970년 기사작위를 받았으며 총독으로 임명될 때까지 국무장관으로 일했다.

## 역대 선거 결과
| 선거명      | 직책명                       | 대수 | 정당            | 득표율 | 득표수   | 결과 | 당락                     |
| ----------- | ---------------------------- | ---- | --------------- | ------ | -------- | ---- | ------------------------ |
| 1932년 선거 | 하원의원 (모투에카 선거구)   | 24대 | 개혁당          | 49.04% | 3,887표  | 1위  | 모투에카 하원의원 당선   |
| 1935년 선거 | 하원의원 (모투에카 선거구)   | 25대 | 개혁당          | 51.40% | 5,115표  | 1위  | 모투에카 하원의원 당선   |
| 1938년 선거 | 하원의원 (모투에카 선거구)   | 26대 | 뉴질랜드 국민당 | 44.99% | 4,272표  | 2위  | 낙선                     |
| 1943년 선거 | 하원의원 (파히아투아 선거구) | 27대 | 뉴질랜드 국민당 | 57.93% | 5,705표  | 1위  | 파히아투아 하원의원 당선 |
| 1946년 선거 | 하원의원 (파히아투아 선거구) | 28대 | 뉴질랜드 국민당 | 64.06% | 8,422표  | 1위  | 파히아투아 하원의원 당선 |
| 1949년 선거 | 하원의원 (파히아투아 선거구) | 29대 | 뉴질랜드 국민당 | 67.57% | 8,663표  | 1위  | 파히아투아 하원의원 당선 |
| 1951년 선거 | 하원의원 (파히아투아 선거구) | 30대 | 뉴질랜드 국민당 | 60.89% | 8,490표  | 1위  | 파히아투아 하원의원 당선 |
| 1954년 선거 | 하원의원 (파히아투아 선거구) | 31대 | 뉴질랜드 국민당 | 61.81% | 7,293표  | 1위  | 파히아투아 하원의원 당선 |
| 1957년 선거 | 하원의원 (파히아투아 선거구) | 32대 | 뉴질랜드 국민당 | 62.03% | 8,075표  | 1위  | 파히아투아 하원의원 당선 |
| 1960년 선거 | 하원의원 (파히아투아 선거구) | 33대 | 뉴질랜드 국민당 | 64.44% | 8,111표  | 1위  | 파히아투아 하원의원 당선 |
| 1963년 선거 | 하원의원 (파히아투아 선거구) | 34대 | 뉴질랜드 국민당 | 65.70% | 9,039표  | 1위  | 파히아투아 하원의원 당선 |
| 1966년 선거 | 하원의원 (파히아투아 선거구) | 35대 | 뉴질랜드 국민당 | 61.75% | 7,914표  | 1위  | 파히아투아 하원의원 당선 |
| 1969년 선거 | 하원의원 (파히아투아 선거구) | 36대 | 뉴질랜드 국민당 | 62.26% | 9,010표  | 1위  | 파히아투아 하원의원 당선 |
| 1972년 선거 | 하원의원 (파히아투아 선거구) | 37대 | 뉴질랜드 국민당 | 60.11% | 8,825표  | 1위  | 파히아투아 하원의원 당선 |
| 1975년 선거 | 하원의원 (파히아투아 선거구) | 38대 | 뉴질랜드 국민당 | 64.19% | 10,423표 | 1위  | 파히아투아 하원의원 당선 |